# Oorlangs
Oorlangs (ook: Oorlands, Oorlams) is een Afrikaans dialect dat door minder dan een miljoen mensen wordt gesproken in Zuid-Afrika, vooral in het vroegere Transvaal. Het grootste gedeelte van de sprekers is zwart. Dit dialect vertoont invloeden van Bantoetalen en is aldus een op het Afrikaans gebaseerde creooltaal.
Andere dialecten zijn Oostgrens-Afrikaans, Oranjerivier-Afrikaans en Kaaps-Afrikaans.
- Nederlands
  - Afrikaans
    - Oorlangs